# ایمی لو وود
ایمی لو وود (به انگلیسی: Aimée Lou Wood؛ زادهٔ ۳ فوریهٔ ۱۹۹۵) یک بازیگر بریتانیایی است. نخستین نقش‌آفرینی وی در مجموعهٔ تلویزیونی آموزش جنسی، در نقش ایمی گیبس بود.